# Їржі Краль
Крал Їржі (чеськ. Jiří Král, 1893, Прага — 1975) — чеський географ, антропогеограф. Дослідник Підкарпатської Русі (1924-1936).Дійсний член НТШ (1929).

## Біографія
Їржі Крал народився 31 жовтня 1893 року в районі Виногради у Празі в родині відомого філолога, перекладача з класичної літератури професора Йозефа Крала (1853—1917). У 1909-10 р. він був ректором чеського університету Карла-Фердинанда у Празі. Похований у Славіні — пантеоні видатних діячів чеської культури на Вишеградському кладовищі. Мати — Анна Сихравова (1873-1925, чехословацька політична діячка та педагог. З 1889 р. родина жила на Манешовій вулиці у Виноградах. Родина виховала трьох дітей: Вратіслава (1890), Міладу (1892) та Їржі (1893). 
У 1904-1912 роках з відзнакою закінчив класичну гімназію. У 1912-1916 рр. вивчав чеську мову, історію та географію в університеті Карла-Фердинанда. Географію у Празі в ті часи викладали проф. В. Швамбера (1866-1939), проф. Й.В. Данеш (1881-1828) та доц. В. Дворський (1882–1960). Саме в цей час Інститут географії отримав приміщення в новій будівлі в празькому районі Альбертов. У 1914-1916 р. Ї. Крал працював бібліотекарем у Слов'янському семінарі факультету мистецтв. Після смерті батька недовго працював репетитором у родині поміщика Яна Гарраха. 
Після закінчення університету у 1917-1920 рр. працював викладачем Другої державної реальної школи у Празі-Виноградах. У той же час присвятив вивченню слов'янських мов. Професійно присвятив себе історії літератури, з якої у 1917 р. отримав докторський ступінь. Однак, у 1920 р. зайняв посаду асистента в Інституті географії Карлового університету. Після вступу до Інституту географії Ї. Краль почав працювати над географією слов'янських країн. Він здійснив кілька навчальних поїздок до університетів Болгарії, Польщі та Югославії, з яких привіз цінну наукову літературу до бібліотеки Інституту. Ці зусилля привели до його габілітації у 1924 р. в галузі географії слов'янських країн. Це також вплинуло і на напрямок його подальшої викладацької діяльності. Міністерство дозволило збільшити число годин лекцій з географії слов'янських країн, що створило умови для створення окремої кафедри географії слов'янських країн у Празі. Ї. Крал читав лекції з кількох предметів — вступ до географії слов'янських країн, Болгарії, Підкарпатської Русі, Антропогеографію південних слов'ян, природні зони та економічну географію Чехословацької республіки, географію Європейської Росії, а з 1927 р. очолював один з відділів географічного семінару.
Дослідницька діяльність Ї. Крала у празький період була спрямована передусім на проведення польових дослідженнь у Словаччині та Підкарпатській Русі. Він зосередився на дослідженнях малонаселених та слаборозвинених гірських районів Карпат, з метою вивчення скотарства. З 1924 р. Ї. Краль очолював чехословацьку секцію Слов'янської комісії з дослідження скотарства в Карпатах і на Балканах. Завдяки роботі в цій комісії він інтенсивно співпрацював з В. Кубійовичем. У 1926 р. разом з українським географом С. Рудницьким проводив польові дослідження гуцульських поселень.
У 1929 р. Ї. Крал переїжджає до Братислави і починає працювати в університеті Я. Коменського. Розвиток географії в університеті в Бритиславі в ті часи був пов'язаний з іменами чеських професорів: К. Хотека (1881-1967), Й.В. Данеша, Ф. Штули (1883-1943), Я. Громадки (1886-1968).  У 1933 р. Ї. Крала призначили на посаду повного професора антропогеографії. У жовтні цього ж року він разом з Я. Громадкою були одними з головних організаторів ІІ з'їзду чехословацьких географів у Братиславі. Під час роботи в університеті Я. Коменського він протягом 19 семестрів викладав широкий спектр географічних дисциплін. Окрім традиційних предметів, таких як загальна фізична географія та антропогеографія він запровадив цілу низку нових дисциплін — географію торгівлі, географію світового транспорту, географію населення і господарства, географію сільських поселень, регіональну географію Австралії, Океанії, Польщі, Болгарії, Радянського Союзу (європейська частина), Східної Європи, антропогеографію Чехословаччини та географію природних зон Чехословаччини. На семінарах він приділяв увагу новим публікаціям і картам, аналізу важливих географічних праць — наприклад, книги французького географа П. Деффонтена «La vie forestiére en Slovaquie» чи книги українського географа В. Кубійовича «Pastýřský život na Podkarpatské Rusi».
Після проголошення автономії Словаччини у жовтні 1938 р. він разом з багатьма іншими чеськими професорами змушений був покинути Братиславу за рішенням уряду Словацької Республіки від 19 грудня 1938 р. Після повернення до Праги він деякий час працював у Карловому університеті, замінивши німецькомовну географиню єврейського походження Юлію Мошхелес (1892-1956), яка через переслідування змушена була виїхати до Мельбурна. Однак 17 листопада 1939 р. чеські університети були закриті нацистським режимом. Ї. Крал у цей період підготував двотомний підручник з географії людини. Це була перша спроба чеського географа надати глобальний огляд впливу довкілля на господарську діяльність людини та змін, спичинених цією діяльністю. У 1945 р. діяльність університету була відновлена, однак Ї. Кралу довелося зіткнутися зі сфабрикованим звинуваченням у співпраці з нацистами. Йому вдалося довести свою невинуватість і очолити відділ Географічного інституту з географії слов'янських країн. У цей період він опублікував регіональне дослідження басейну річки Тршебонь та географічний путівник по Празі. 
У 1948 р. після приходу до влади комуністичного режиму Ї. Крал став жертвою чисток. У 1949 р. його достроково звільнили на пенсію і він був змушений заробляти на життя, працюючи туристичним гідом. Протягом наступних років він безуспішно намагався отримати роботу на кафедрі економічної географії в Академії наук Чехословаччини та в Братиславському університеті. Хоча йому вдалося досягти реабілітації в 1966 р., він більше не міг повернутися до університету через свій похилий вік. Його життєвий шлях обірвався 24 січня 1975 року в результаті трагічної аварії в Празі.

## Праці Ї. Крала, присв'ячені Підкарпатській Русі.
KRÁL, J. (1923). Geografická bibliografie Podkarpatské Rusi. Praha: Geografický ústav Karlovy university.
KRÁL, J. (1923). Čorná hora v Podkarpatské Rusi: sídla obyvatelstva, hospodářské využití. Spisy vydávané přírodovědeckou fakultou Karlovy university, č. 2. Praha: Přírodovědecká fakulta KU.
KRÁL J. (1923). Osídlení Podkarpatské Rusi (Historický přehled). Sborník československé společnosti zeměpisné, 29, pp. 65–83.
KRÁL, J. (1924). Podkarpatská Rus. Praha: Jiří Král. 124 p.
KRÁL, J. (1924). Rozdělení Podkarpatské Rusi na výrobní oblasti a na přirozené krajiny zemědelské. Československý statistický věstník, 5, 519-525.
KRÁL., J. (1924). Dnešní stav vědeckého výzkumu Podkarpatské Rusi a naše nejbližší úkoly do budoucna. Sborník československé společnosti zeměpisné, 30, pp. 53–57.
KRÁL, J. (1925). Polonina rivna v Podkarpatské Rusi: sídla obyvatelstva, hospodářské využití. Spisy vydávané přírodovědeckou fakultou Karlovy university, č. 48. Praha: Přírodovědecká fakulta KU. 39 p.
KRÁL J. (1925). Poloninské salašnictví německých kolonistů v Podkarpatské Rusi. Sborník československé společnosti zeměpisné, 31, pp. 225–231.
KRÁL, J. (1926). Vysokohorské salašnictví v Podkarpatské Rusi. / Král, J., ed. Sborník zeměpisných prací věnovaných prof. Václavu Švamberovi. Praha: Jiří Král, pp.149-152.
KRÁL, J. (1926). Sídla Karpatoruských Huculů / Šalamon, B., Švambera, V. eds. Sborník I. Sjezdu slovanských geografů a ethnografů v Praze 1924. Praha: Geografický ústav Karlovy university, pp. 227-229.
KRÁL, J. (1926). Rozdělení Podkarpatské Rusi na výrobní oblasti a na přirozené krajiny zemědelské / Šalamon, B., Švambera, V. eds. Sborník I. Sjezdu slovanských geografů a ethnografů v Praze 1924. Praha : Geografický ústav Karlovy university, pp. 392-393.
KRÁL, J. (1927). Svidovec v Podkarpatské Rusi: sídla obyvatelstva, hospodářské využití. Praha: Věstník královské české společnosti nauk. 124 p.
KRÁL, J. (1927). Svidovec v Podkarpatské Rusi. Autoreferát. Bratislava – časopis Učené společnosti Šafaříkovy, I., 1, 105-107.
KRÁL, J. (1929). Příspěvek k salašnictví Huculů v Podkarpatské Rusi. Bratislava –  časopis Učené společnosti Šafaříkovy, III., 2, 294-298.
KRÁL, J. (1933). Nejnovější mapy anthropogeografické Slovenska a Podkarpatské Rusi / Král, J., Hromádka, J., eds. Sborník II sjezdu československých geografů. Bratislava, 1933. Zeměpisné práce, 7, Bratislava: nákladem vlastním, pp. 25-27.
KRÁL, J., KUBIJOWICZ, W., MALOCH, M. (1933). Boržava v Podkarpatské Rusi. Díl II. Zeměpisné práce, 4, Bratislava: nákladem vlastním, 62 p.
KRÁL, J. (1934). Vesnická sídla v Československé republice a zvláště v zemi Slovenské a Podkarpatoruské / Arctowski, H. ed. Zbiór prac poświęcony przez Towarzystwo geograficzne we Lwowie Eugenjuszowi Romerowi w 40-lecie jego twórczości naukowej. Lwów : Towarzystwo geograficzne we Lwowie, pp. 518-524.
KRÁL, J. (1936). Boržava v Podkarpatské Rusi. Díl III. Zeměpisné práce, 9, Bratislava: nákladem vlastním. 58 p.